# كأس إنتركونتيننتال 2019 (الهند)
كأس إنتركونتيننتال 2019 (المعروف باسم كأس هيرو إنتركونتيننتال 2019 لأسباب تتعلق بالرعاية) كانت النسخة الثانية من كأس هيرو إنتركونتيننتال، وهي بطولة كرة قدم من 4 فرق تقام في ترانسستاديا أرينا في مدينة أحمد آباد الهندية بين السابع والتاسع عشر من يوليو 2019. تم تنظيم البطولة من قبل اتحاد عموم الهند لكرة القدم.

## الدول المشاركة
على الرغم من أن البطولة كان من المفترض أن تشارك فيها فرق من اتحادات مختلفة، إلا أن جميع الفرق المشاركة في هذه الدورة كانت من الاتحاد الآسيوي فقط. لعبت جميع الفرق الأربعة بعضها البعض في مرحلة الكل ضد الكل ولعب الفريقان الأولان المباراة النهائية.
ترتيب الفيفا للفرق الوطنية المشاركة، اعتبارًا من 14 يونيو 2019:
- سوريا (85)
- الهند (101)
- طاجيكستان (120)
- كوريا الشمالية (122)

## المكان
عقدت جميع المباريات في ترانسستاديا أرينا، أحمد آباد، الهند.
| أحمد آباد                                           | أحمد آبادكأس إنتركونتيننتال 2019 (الهند) (الهند) |
| --------------------------------------------------- | ------------------------------------------------ |
| ترانسستاديا أرينا (إيكا أرينا)                      | أحمد آبادكأس إنتركونتيننتال 2019 (الهند) (الهند) |
| 23°00′39.7″N 72°35′56.8″E / 23.011028°N 72.599111°E | أحمد آبادكأس إنتركونتيننتال 2019 (الهند) (الهند) |
| السعة: 24،000 مقعد                                  | أحمد آبادكأس إنتركونتيننتال 2019 (الهند) (الهند) |
|                                                     | أحمد آبادكأس إنتركونتيننتال 2019 (الهند) (الهند) |

## المباريات
- الأوقات المدرجة هي ت ع م+05:30.[5]

### قواعد المباراة
- 90 دقيقة.
- ركلات جزاء ترجيحية بعد التعادل في 90 دقيقة.
- الحد الأقصى ستة استبدالات.

### مرحلة الكل ضد الكل
| م | الفريق         | لعب | ف | ت | خ | أ.له | أ.ع | أ.ف | نقاط | التأهل           |
| - | -------------- | --- | - | - | - | ---- | --- | --- | ---- | ---------------- |
| 1 | طاجيكستان      | 3   | 2 | 0 | 1 | 6    | 3   | +3  | 6    | تقدم إلى النهائي |
| 2 | كوريا الشمالية | 3   | 2 | 0 | 1 | 8    | 7   | +1  | 6    | تقدم إلى النهائي |
| 3 | سوريا          | 3   | 1 | 1 | 1 | 6    | 5   | +1  | 4    |                  |
| 4 | الهند (H)      | 3   | 0 | 1 | 2 | 5    | 10  | −5  | 1    |                  |

| الهند                   | 2–4      | طاجيكستان                                             |
| ----------------------- | -------- | ----------------------------------------------------- |
| - تشيتري 4' (ركل.)، 41' | AIFF FFT | - تورسونوف 56' - بوبويف 58' - رحيموف 71' - سامييف 75' |

| سوريا                                             | 5–2  | كوريا الشمالية                      |
| ------------------------------------------------- | ---- | ----------------------------------- |
| - الحموي 41'، 61' - المرمور 56'، 65' - الخطيب 90' | AIFF | - جونغ إيل-غوان 3' - ري إيل-جين 78' |

| طاجيكستان                    | 2–0      | سوريا |
| ---------------------------- | -------- | ----- |
| - تورسونوف 46' - باروتوف 67' | FFT AIFF |       |

| الهند                       | 2–5  | كوريا الشمالية                                                                    |
| --------------------------- | ---- | --------------------------------------------------------------------------------- |
| - تشهانغتي 51' - تشيتري 71' | AIFF | - جونغ إيل-غوان 8'، 28' - سيم هيون-جين 16' - ري أون-تشول 63' - ري هيونغ-جين 90+2' |

| كوريا الشمالية     | 1–0      | طاجيكستان |
| ------------------ | -------- | --------- |
| - ري هيونغ-جين 33' | AIFF FFT |           |

| الهند        | 1–1  | سوريا               |
| ------------ | ---- | ------------------- |
| - غاهلوت 52' | AIFF | - الخطيب 78' (ركل.) |

### النهائي
| طاجيكستان | 0–1  | كوريا الشمالية     |
| --------- | ---- | ------------------ |
|           | AIFF | - باك هيون-إيل 71' |